# Licencjat naukowy

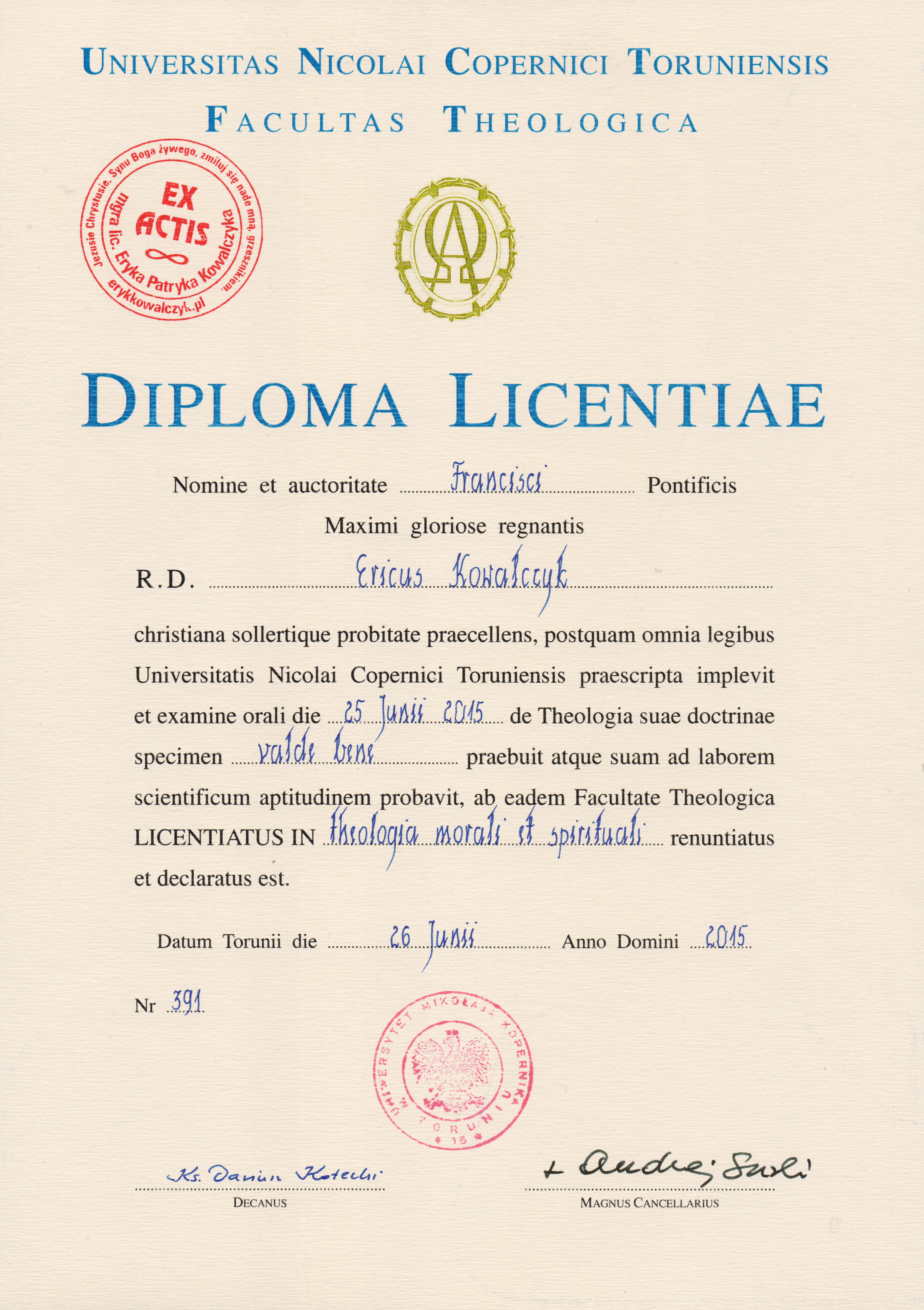
Dyplom Licencjata teologii moralnej i duchowości

Licencjat naukowy (kanoniczny, kościelny, rzymski) – stopień naukowy nadawany na wydziałach teologii katolickiej uczelni działających na prawie papieskim. Jest częścią tzw. rzymskiego systemu stopni naukowych, nie jest tożsamy z tytułem zawodowym licencjata określonym prawie polskim oraz nie ma mocy na gruncie prawa polskiego.
W Polsce licencjat naukowy, zwany także „licencjatem kanonicznym” lub „rzymskim”, to stopień naukowy wyższy od tytułu zawodowego magistra, a niższy od stopnia naukowego doktora. Uprawnia, po uzyskaniu nominacji właściwego biskupa, do wykładania przedmiotów filozoficznych, teologicznych i prawnych w wyższych szkołach katolickich, wydziałach teologii katolickich mających zatwierdzenie Stolicy Apostolskiej oraz w seminariach duchownych.
Podstawą otrzymania stopnia licencjata są specjalistyczne studia, które kończą się napisaniem pracy i złożeniem egzaminu przed kilkuosobową komisją teologiczną. Stopień ten zdobywa się w ramach poszczególnych dziedzin teologii i prawa kanonicznego. W Polsce osoby legitymujące się licencjatem naukowym zapisują przed imieniem i nazwiskiem skrót „mgr lic.” lub po prostu „lic.”. Na wydziałach teologii katolickiej uzyskanie licencjatu naukowego jest niezbędne do starania się o stopień naukowy doktora.
W Polsce można uzyskać stopień licencjata ze wszystkich nauk teologicznych oprócz biblistyki i liturgiki. Jedynymi uczelniami z prawem nadawania stopnia licencjata nauk biblijnych są: École biblique et archéologique française de Jérusalem, Papieski Instytut Biblijny w Rzymie (tzw. Biblicum) oraz Franciszkańskie Studium Biblijne w Jerozolimie. Jedyną uczelnią z prawem nadawania stopnia licencjata nauk liturgicznych jest Papieski Instytut Liturgiczny Św. Anzelma w Rzymie. W Polsce można natomiast uzyskać licencjat z teologii biblijnej. Instytut Nauk Biblijnych KUL stara się o uprawnienia do nadawania stopnia licencjata nauk biblijnych. Licencjat prawa kanonicznego można uzyskać w Polsce na Wydziale Prawa Kanonicznego Uniwersytetu Papieskiego Jana Pawła II w Krakowie, Wydziale Prawa, Prawa Kanonicznego i Administracji Katolickiego Uniwersytetu Lubelskiego Jana Pawła II w Lublinie oraz na Wydziale Prawa Kanonicznego Uniwersytetu Kardynała Stefana Wyszyńskiego w Warszawie.

## Rzymski system stopni naukowych
- il baccaleurato di teologia
- la licenza
- il dottorato